# Parafia Przemienienia Pańskiego w Brzozowie
Parafia Przemienienia Pańskiego w Brzozowie – parafia rzymskokatolicka pod wezwaniem Przemienienia Pańskiego należąca do dekanatu Brzozów w archidiecezji przemyskiej.

## Historia
2 października 1359 roku król Kazimierz Wielki wydał przywilej lokacyjny wsi Brzozów, w którym uposażył parafię i zezwolił na budowę kościoła. 3 kwietnia 1384 roku królowa Maria Andegaweńska nadała Brzozów, Domaradz, Równe, Cergowę i Radymno jako uposażenie biskupstwu przemyskiemu. Od tego czasu Brzozów stał się ośrodkiem gospodarczym tzw. brzozowskiego klucza dóbr biskupów przemyskich. W 1386 roku Brzozów otrzymał prawa miejskie. W 1399 roku prawdopodobnie zbudowano drewniany kościół pw. Bożego Ciała. 
17 maja 1631 roku bp Adam Nowodworski, utworzył prepozyturę. 12 marca 1957 roku kościół został spalony przez najazd Rakoczego. W latach 1668–1688 zbudowano obecny murowany kościół pw. Przemieniania Pańskiego, który 30 maja 1688 roku konsekrował bp Jan Stanisław Zbąski. 11-12 lipca 1723 roku w Brzozowie odbył się synod diecezji. 23 lutego 1724 roku bp Jan Krzysztof Szembek podniósł kościół do godności kolegiaty oraz ustanowił kapitułę kolegiacką. 
29 maja 1745 roku staraniem bpa Wacława Hieronima Sierakowskiego przybyli księża misjonarze i zamieszkali w starej plebanii. W 1746 roku utworzono dekanat brzozowski. W 1747 roku rozpoczęto budowę murowanego domu zakonnego. W 1751 roku utworzono archidiakonat brzozowski. 4 sierpnia 1760 roku erygowano dom zakonny księży misjonarzy. 4 sierpnia 1760 roku bp Wacław Hieronim Sierakowski erygował diecezjalne seminarium duchowne, którego prowadzenie zlecono księżom misjonarzom. W 1763 roku seminarium rozpoczęło działalność, w oparciu o dochody z inkorporowanego probostwa w Dydni. Prefekt seminarium był równocześnie proboszczem w Dydni. W 1783 roku władze austriackie skasowały seminarium i dom zakonny.  
7 czerwca 1788 roku dekretem gubernium lwowskiego kapituła kolegiacka w Brzozowie została zniesiona. W 1975 roku prymas Polski kard. Stefan Wyszyński reaktywował kapitułę i kolegiatę.
Na terenie parafii jest 7760 wiernych.
Proboszczowie parafii:
ks. Stanisław Ścibor-Bogusławski
ks. Bartłomiej Misiałowicz
ok. 1720/1724–1728. ks. Franciszek Goźliński
1845– ks. Antoni Załuski
1882–1923. ks. kan. Marcin Biały.
1930–1949. ks. Gerard Kielar.
1949–1967. ks. Władysław Lewiński.
1967–2001. ks. prał. Julian Pudło.
2001–2004. ks. prał. Jan Strojek.
2004–2011. ks. prał. Franciszek Rząsa.
2011– nadal ks. prał. Franciszek Goch.

## Grupy duszpasterskie
- służba liturgiczna:
  - ministranci
  - lektorzy
  - Dziewczęca służba Maryjna
- Ruch Światło-Życie (Oaza)
- Katolickie Stowarzyszenie Młodzieży
- Akcja Katolicka
- Rada duszpasterska (sekcje ewangelizacyjna, kultu, charytatywna, ekonomiczna)
- wspólnoty różańcowe
- grupa modlitewna
- Szczęśliwa rodzina
- Grupa AA
- stowarzyszenie "Solidarni w potrzebie" im. ks. Bartłomieja Misiałowicza